# 古今亭今いち
古今亭 今いち（ここんてい いまいち、1988年8月26日 - ）は、落語芸術協会の落語家。六代目古今亭今輔門下の二ツ目。

## 略歴
出典:

- 1995年 - 東京都大田区立矢口小学校に入学。
- 1999年 - 肥満のため東京都大田区立館山養護学校に編入。
- 2001年 - 同校卒業。
- 2004年 - 東京都大田区立安方中学校卒業。
- 2007年 - 東京都立園芸高等学校卒業。
- 2012年
  - 千葉大学園芸学部卒業。
  - 8月 - 六代目古今亭今輔に入門。前座名は「今いち」。
  - 10月中席 - 楽屋入り。
  - 11月中席 - 浅草演芸ホールにて初高座。演目は「動物園」。
- 2016年11月 - 上席∶二ツ目昇進。

## 芸歴
- 2012年
  - 8月 - 六代目古今亭今輔に入門、前座名は「今いち」。
  - 10月 - 楽屋入り。
- 2016年11月 - 二ツ目昇進。

## 人物
- 同じ落語芸術協会に所属する10人（他のメンバーは、春風亭鯉づむ、春風亭昇吾、桂竹千代、昔昔亭喜太郎、瀧川鯉白、三遊亭遊子、桂鷹治、立川幸之進、笑福亭希光）で「芸協カデンツァ」というユニットを組んでいる。実質的に「成金」の後継にあたる。
- サスペンダーがトレードマーク。
- 2020年2月、ギャラクシー賞のテレビ部門フロンティア賞を受賞したYouTube「神田伯山ティービィー」（プロデュース：冬夏株式会社（古舘理沙)、監修：九龍ジョー、編集：岩淵弘樹）において、桂鷹治・笑福亭希光と共に、六代目神田伯山真打昇進襲名披露興行の番頭として通常の撮影クルーが入ることができない寄席の楽屋にハンディカメラを持って入り、舞台裏の様子を三人で29日間[2]連続撮影し続けた。その後も六代目神田伯山が新宿末廣亭で夜席主任を務めた、2020年12月中席、2021年12月中席、2022年8月中席には、披露興行同様に桂鷹治、笑福亭希光と共に、高座の出番を務めながら神田伯山ティービーカメラマンとして撮影に協力している。
- 六代目神田伯山真打昇進襲名披露興行の番頭としての働きを買われたのか、古今亭今いちと同じ千葉大学落語研究会の先輩にあたり、2023年に真打昇進した春風亭吉好の披露目の番頭を務めた。
- 寄席の出囃子に使われる篠笛（横笛の一種）が得意で、寄席の高座前後にもたまに舞台裏で笛吹きを披露している。YouTuberとしても活動している桂米助が主宰している『突撃！ヨネスケちゃんねる【突撃！落語と晩ごはん】』緊急事態!!欠員が続出したのでアポなし突撃!! （2022年8月10日公開）でも撮影された、芸協カデンツァが池袋演芸場で2022年7月31日に開催した余一会でも、古今亭今いちは得意の篠笛を吹きながら高座に登場して、観客席から喝采を浴びた。

### 保有資格
出典:

- 教員免許（高校農業）
- 造園技能士2級
- フォークリフト（1t未満）
- 小型建機（1t未満）

### 特技
- 眞空拳拳法（教士4段）[4]